# Hrabstwo Fryzji Wschodniej
Hrabstwo Fryzji Wschodniej (fryz. Greefskip Eastfryslân, niderl. Graafschap Oost-Friesland) – historyczny kraj Świętego Cesarstwa Rzymskiego, istniejący w latach 1464–1744 we Fryzji Wschodniej w Europie Zachodniej, w obecnym północno-zachodnim zakątku Niemiec.

## Historia
W średniowieczu Fryzowie cieszyli się szeroką autonomią, i zwierzchnictwo Świętego Cesarstwa Rzymskiego pozostawało nominalne, jednakże zarazem nie posiadali silnej scentralizowanej organizacji państwowej, aż do XV wieku, kiedy udało się objąć władzę rodowi Cirksena. W 1464 Ulryk I został pierwszym hrabią Fryzji Wschodniej, tym samym założycielem hrabstwa. 

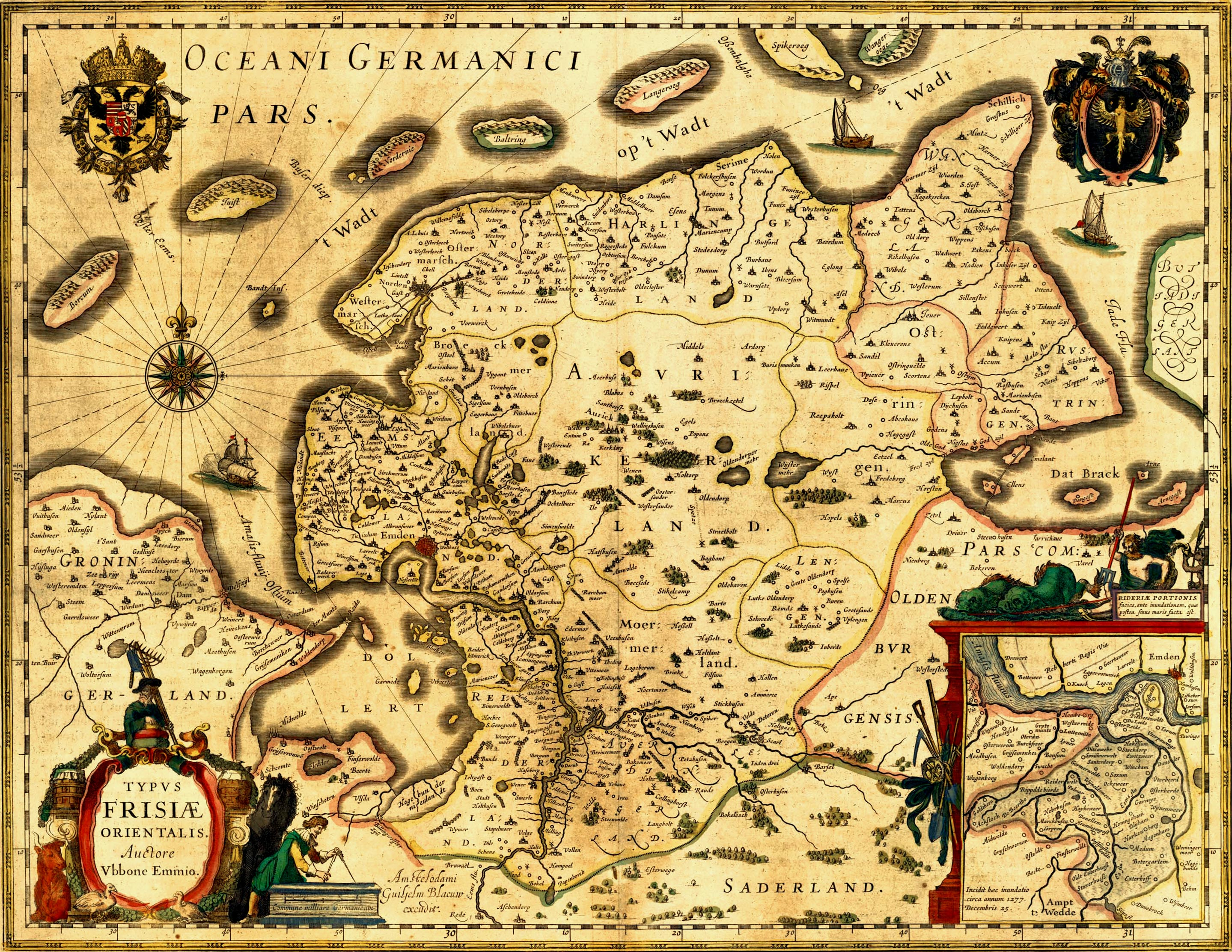
Mapa Fryzji Wschodniej z ok. 1600 roku

Nawiązując do dawnych tradycji, Hrabstwo Fryzji Wschodniej posiadało wyjątkowy wówczas ustrój, w którym władza hrabiów i książąt była ograniczona przez stany, w których reprezentowani byli także wolni chłopi.
W XVI wieku do Fryzji Wschodniej dotarła reformacja. W 1542 regentka Anna Oldenburska mianowała polskiego działacza reformacyjnego Jana Łaskiego proboszczem w stołecznym Emden, który w 1544 przyjął także urząd superintendenta. Łaski zorganizował struktury kościoła kalwińskiego we Fryzji Wschodniej, pełniąc stanowisko do 1548. Ostatecznie kalwinizm zdominował jedynie zachodnią część hrabstwa, we wschodniej przeważył luteranizm. W drugiej połowie XVI wieku w hrabstwie osiedliło się wielu kalwinistycznych uchodźców religijnych z Niderlandów.
Fryzja Wschodnia utrzymywały kontakty handlowe z Polską. W 1585 okręty wschodniofryzyjskie stanowiły 24% okrętów płynących z Gdańska przez cieśninę Sund do zachodniej Europy, mniej tylko od holenderskich.
W 1654 hrabia Enno Ludwik przyjął tytuł księcia. Po bezdzietnej śmierci księcia Karola Edzarda i wygaśnięciu rodu Cirksena w 1744 Fryzję Wschodnią zajęły Prusy.